# 14P/Вольфа
Комета Вольфа (14P/Wolf) — короткопериодическая комета из семейства Юпитера, которая была открыта 17 сентября 1884 года немецким астрономом Максом Вольфом в Гейдельбергской обсерватории, когда комета медленно двигалась по созвездию Лебедя. Она была описана как диффузный объект 9,0 — 10,0 m звёздной величины с диаметром комы около 2,5 угловых минут. Независимо от него 23 сентября того же года комету обнаружил английский астроном Ральф Коупленд, но официально открытие было закреплено лишь за Вольфом. Комета обладает довольно коротким периодом обращения вокруг Солнца — чуть более 8,7 года.

Орбита кометы Вольфа и её положение в Солнечной системе

## История наблюдений
Комета была обнаружена за два месяца до прохождения перигелия (2,74 а. е.) и всего за несколько дней до наиболее тесного сближения с Землёй. Поэтому, по мере приближения, к Земле яркость кометы стремительно увеличивалась, приблизившись 21 сентября к значению в 7,0 m, став одним из самых ярких за всю историю наблюдений. По мере удаления от Земли в октябре — ноябре, её яркость, напротив, снижалась относительно медленно, однако после прохождения перигелия, 18 ноября, темпы угасания кометы заметно ускорились. Тем не менее, комета оставалась доступной для наблюдений вплоть до 7 апреля 1885 года. 
Вскоре после открытия был установлен короткопериодический характер орбиты кометы с периодом в 6,77 года и перигелием 1,57 а. е. Недавние расчёты показывают, что комета попала на свою современную орбиту после сближения с Юпитером (0,116 а. е.) 9 июня 1875 года. До этой встречи комета двигалась по орбите с расстоянием перигелия 2,74 а. е. и периодом обращения 8,84 года.
В следующее своё возвращение в 1891 году комета достигла максимальной яркости в 8,0 m, после чего не наблюдалась в течение 1898 и 1905 годов из-за неблагоприятного расположения. Но комету удалось обнаружить в 1912 и 1918 годах с яркостью 12,0 и 10,5 m соответственно. Затем, 27 сентября 1922 года, состоялось очередное сближение с Юпитером до 0,125 а. е. (18,75 млн км), что привело к увеличению расстояния перигелия до 2,43 а. е. и орбитального периода до 8,28 года. Хотя, в последующее за этим возвращение 1925 года,  магнитуда комета достигла 14,5 m, в дальнейшем она никогда не превышала 17,0 m звёздной величины.